# Sábado en casa
Sábado en casa fue un programa de televisión argentino conducido por Sergio Lapegüe y Maru Botana, producido por Kuarzo Entertainment Argentina y emitido por Canal 13. Debido al bajo rating, el programa solo tuvo una temporada transmitida desde el 21 de septiembre al 28 de diciembre de 2013.

## Sinopsis
Este fue un programa de televisión que mezcló humor, cocina, entretenimientos e imitaciones.